# San Francesco a Ripa
San Francesco a Ripa, pravzaprav San Francesco d’Assisi a Ripa Grande (latinsko Sancti Francisci Assisiensis ad Ripam Maiorem) je cerkev v rimskem okrožju Trastevere v Italiji, nedaleč od Avrelijanovega zidu in le okoli 200 m zahodno od Tibere. Posvečena je Frančišku Asiškemu, ki je nekoč bival v sosednjem samostanu. Izraz Ripa se nanaša na bližnji breg reke Tibere.

## Zgodovina
Izvor te cerkve je povezan s frančiškanskim samostanom v rimski četrti Trastevere, ki je leta 1231 priključil cerkev, posvečeno svetemu Blažu (San Biagio). To cerkev je s ciklom sv. Frančiška okrasil Pietro Cavallini, ki je zdaj izgubljen. Ta cikel je verjetno služil kot prototip slavnih fresk Legenda o sv. Frančišku, pripisanih Giottu v Zgornji baziliki sv. Frančiška v Asissiju. Gradnjo sedanje cerkve je leta 1603 začel Onorio Longhi, začenši z apsido. Fasada je bila dokončana v letih 1681-1701 po načrtih Mattije de Rossija. Od leta 1873 do 1943 so cerkev uporabljali kot vojašnico Bersaglieri.

## Notranjost
V prvi desni kapeli so freske Fra Emanuele da Coma in spomenik kardinala Michelangela Riccija, delo Domenica Guidija. Domenico Maria Muratori je freskiral dogodke iz življenja San Giovannija iz Capestrana (1725). V tretji kapeli je oltarna slika (1685) Stefana Maria Legnanija. V transeptu je kapela Rospigliosi-Pallavicini, ki jo je začel Nicolas Michetti, dokončal pa jo je Ludovico Rusconi leta 1725. Na oltarni sliki sta upodobljena San Pietro d 'Alcantara in San Pasquale Baylon, ki jo je naslikal Tommaso Chiaro, in nagrobni spomeniki Stefana in Lazzara Pallavicinija, Maria Camilla in Giambattista Rospigliosija po modelih Michettija. Glavni oltar je bil dokončan leta 1746. Sveti Frančišek je pripisan Fra Diegu da Careri, platno Trojica je naslikal Paris Nogari.
V levem transeptu je kapela Paluzzi-Albertoni, ki jo je zasnoval Giacomo Mola (1622-1625). Znotraj te kapele je ena od Berninijevih mojstrovin, njegova Blažena Ludovica Albertoni (1671-1675). Ta skulptura zlahka spominja na ležečo Zamaknjenje svete Tereze v cerkvi Santa Maria della Vittoria, Rim. Za kipom je slika Sveta Ana in Devica Giovannija Battiste Gaullija. V tretji kapeli na levi je doprsni kip Laure Frangipani, ki ga je izklesal Andrea Bolgi (1637), na čelu pa doprsni kip Orazio Mattei, pripisan Lorenzu Ottoniju. V drugi kapeli freske Giovannija Battiste Riccija. V središču je Oznanjenje (1535) Francesca Salviatija. Grobnico Giuseppeja Paravicinija, prednika francoskega cesarja Napoleona I., je izklesal Camillo Rusconi. V prvi kapeli je slika Martena de Vosa (1555), desno je Marijino vnebovzetje Antonia della Corna, na levi Rojstvo Device (1620) Simona Voueta. Na istem levem transeptu v kapeli San Carlo so posmrtni ostanki svetega Karla iz Sezzeja, ki je leta 1670 umrl v cerkveni bolnišnici.
Pomembna je tudi kopija domnevnega portreta sv. Frančiška, ki ga je naslikal frater Margaritone d'Arezzo: če bi bil potrjen, bi bil to prvi pravi portret v zgodovini italijanske umetnosti (izvirnik je v Pinacoteci Vaticani). Cerkev ima v celici, kjer je živel svetnik, tudi črni kamen, ki ga je uporabil kot blazino. Na vrtu je pomarančno drevo, ki ga je po izročilu zasadil sveti Frančišek.
Na trgu pred cerkvijo je postavljen en jonski steber, ki ga je postavil papež Pij IX., vzet iz ruševin mesta Veji.